# Премія імені Лоренцо Наталі
Премія імені Лоренцо Наталі (англ. Lorenzo Natali Prize) — призначена у 1992 р. Європейською Комісією премія, мета якої — відзначити найкращих журналістів з різних країн світу, що висвітлюють питання розвитку, демократії та прав людини.
Премія призначена на честь Лоренцо Наталі (1922-1989), який довгий час обіймав посаду Віце-президент Європейської Комісії (1976—1989) і спеціалізувався на політиці ЄС у сфері розвитку.
Володарі Премії імені Лоренцо Наталі:
- Richard MGAMBA
- João Antônio BARROS
- Thiago PRADO
- Xiao-Mi TAN
- Chi-yuk CHOI
- Yee-Chong LEE
- Lucy ADAMS
- Freddy MATA MATUNDU
- Larissa DIAKANUA
- Johann ABRAHAMS
- Godknows NARE